# Saviano
Saviano es un municipio italiano localizado en la ciudad metropolitana de Nápoles, región de Campania. Cuenta con 25.000 habitantes en 13,88 km².
El territorio municipal contiene las frazioni (subdivisiones) de Aliperti, Cerreto, Fressuriello, Montagnola, Piazzolla di Saviano y Tommasoni. Limita con los municipios de Nola, San Vitaliano, Scisciano y Somma Vesuviana.
Es famoso su carnaval.

## Evolución demográfica
| Gráfica de evolución demográfica de Saviano entre 1861 y 2011 |
|                                                               |
| Fuente ISTAT - elaboración gráfica de Wikipedia               |